# Hexatoma aterrima
Hexatoma aterrima är en tvåvingeart som först beskrevs av Enrico Adelelmo Brunetti 1912.  Hexatoma aterrima ingår i släktet Hexatoma och familjen småharkrankar. Inga underarter finns listade i Catalogue of Life.